# 德爾亥特設鎮區
德里特設鎮區（英語：Delhi Charter Township）是位於美國密西根州英厄姆縣的一個特設鎮區。

## 地方資料
德里特設鎮區的面積為75.19平方千米，當中陸地面積為74.10平方千米，而水域面積為0.09平方千米。根據2020年美國人口普查的數據，當地共有人口27710人，而人口密度為每平方千米368.53人。